# ANBO-II
ANBO-II – litewski samolot szkolny z 2. połowy lat 20. XX wieku.

## Historia

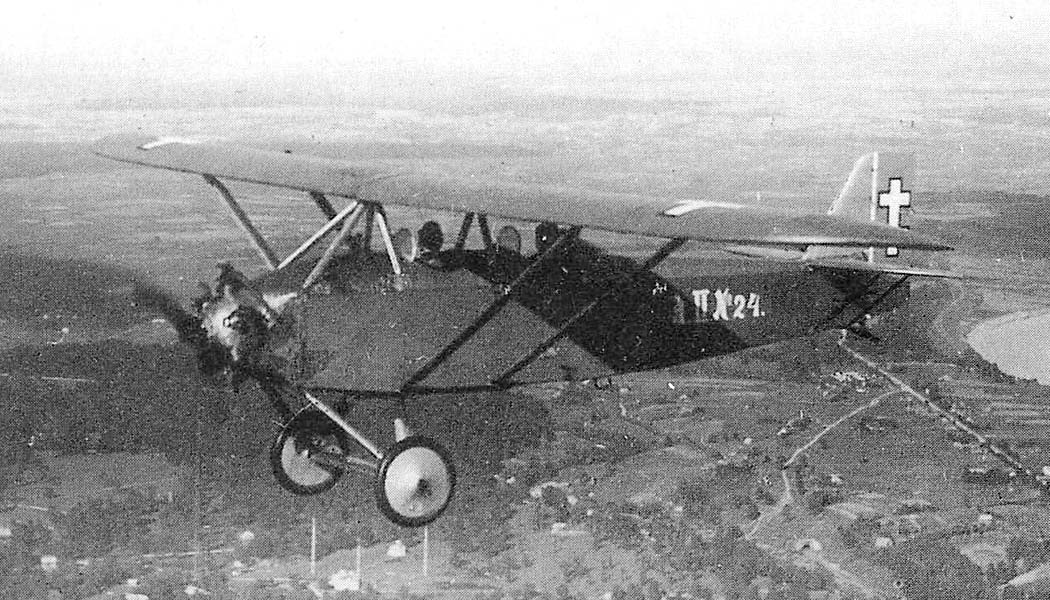
ANBO-II w locie.

W okresie międzywojennym na Litwie skonstruowano niewielką liczbę samolotów. W 1924 roku por. Antanas Gustaitis skonstruował górnopłat szkolny ANBO-I, który zbudowano w Warsztatach Lotniczych w Kownie. W 1927 roku Gustaitis stworzył swój drugi samolot, ANBO-II, który został oddany do użytku przez wytwórnię 10 listopada 1927 roku i następnie oblatany. Zbudowany w jednym egzemplarzu płatowiec służył w lotnictwie wojskowym do końca 1930 roku (numer ewidencyjny 24). W lipcu 1931 roku samolot przeszedł kapitalny remont połączony z wymianą jednostki napędowej na silniejszą (o mocy 70 KM), po czym został przekazany do Aeroklubu Litewskiego. ANBO-II latał w jego barwach do 26 sierpnia 1934 roku, kiedy to uległ rozbiciu, a w katastrofie śmierć poniósł pilot Vaclovas Juodis.

## Opis konstrukcji i dane techniczne
ANBO-II był jednosilnikowym, dwumiejscowym górnopłatem szkolnym konstrukcji drewnianej. Rozpiętość skrzydeł wynosiła 10,72 metra, a powierzchnia nośna miała wielkość 20 m².
Długość samolotu wynosiła 6,75 metra. Masa własna płatowca wynosiła 390 kg, zaś masa całkowita (startowa) 600 kg. Podwozie klasyczne, stałe.
Napęd stanowił chłodzony powietrzem 5-cylindrowy silnik gwiazdowy Walter NZ-60 o mocy 44 kW (60 KM). Prędkość maksymalna wynosiła 155 km/h, zaś prędkość minimalna 50 km/h. Maszyna osiągała pułap 3500 metrów.